# Neerslagtekort

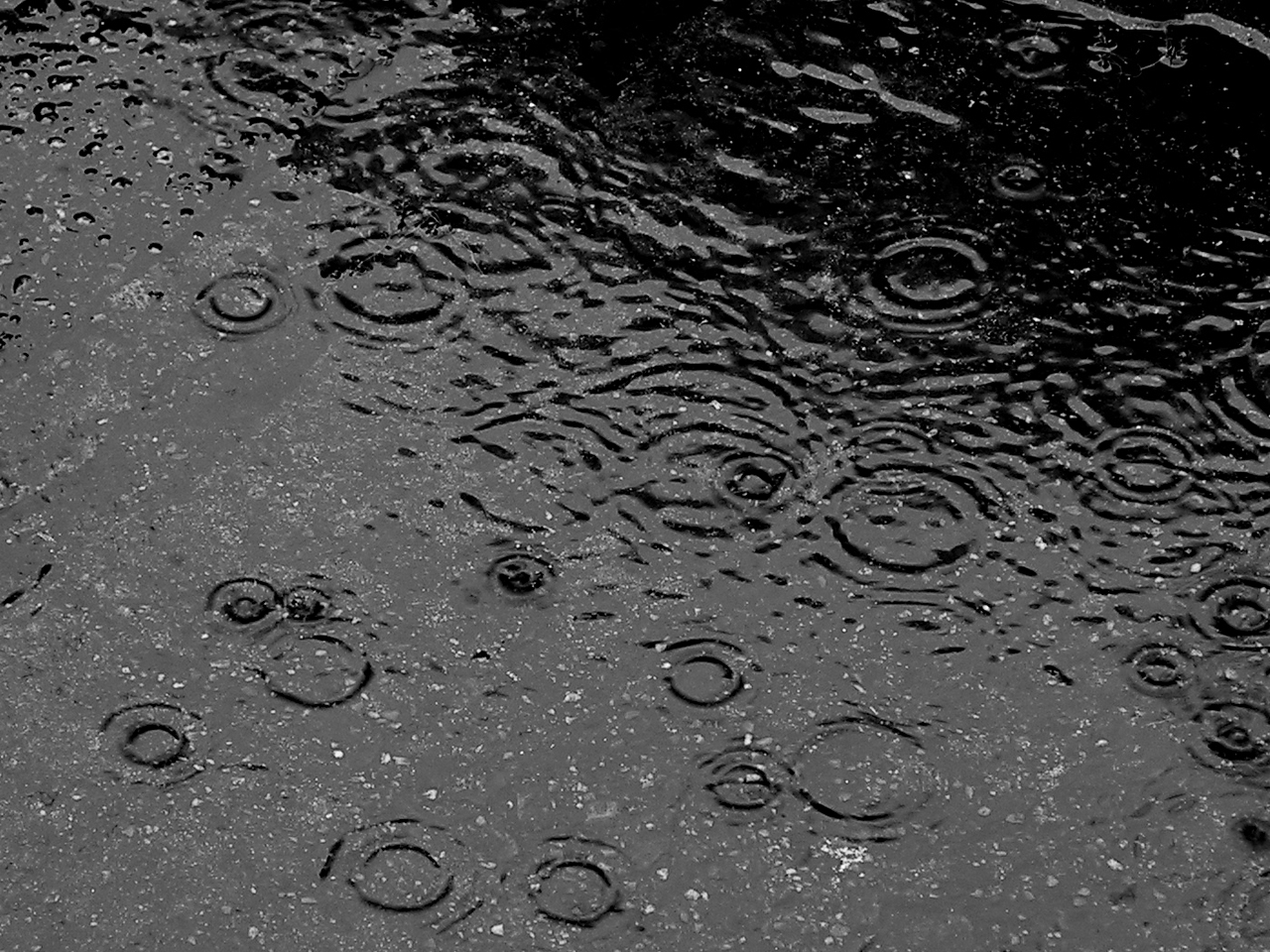
Regendruppels

Het neerslagtekort is een maat voor de droogte, en volgt uit het verschil tussen verdamping en neerslag. In Nederland wordt het doorlopend potentieel neerslagoverschot verkregen door het verschil te berekenen (in millimeters) tussen de hoeveelheid gevallen neerslag en de berekende referentiegewasverdamping. Dit verschil wordt dagelijks opgeteld in het tijdvak van 1 april tot en met 30 september. Een negatief getal geeft een neerslagtekort aan, een positief getal een neerslagoverschot.

## Omvang
In Nederland berekent het KNMI het neerslagtekort uit het verschil tussen de potentiële verdamping en de hoeveelheid neerslag. Dit verschil wordt dagelijks gesommeerd vanaf 1 april en neemt dus toe naarmate het weinig of niet regent en er vocht verdampt. Het KNMI stopt deze per 30 september. In de winter verdampt er bijna geen vocht uit planten waardoor de berekening in de periode minder nut heeft.
De neerslag wordt gemeten in 13 stations verspreid over Nederland en hiervan wordt het gemiddelde berekend. Voor de potentiële verdamping berekent het KNMI de hoeveelheid water die verdampt boven een kortgeknipt grasland waarbij voldoende water beschikbaar is in de wortelzone. De potentiële verdamping is overigens een bovengrens voor de werkelijke verdamping en wordt berekend op basis van zonnestraling en temperatuur.
In het verleden bereikte het neerslagtekort in extreem droge zomers zijn hoogste waarde meestal pas in augustus, maar het landelijke neerslagtekort was bijvoorbeeld in 2011 en 2018 respectievelijk in het voorjaar en in juli al groter dan in het recordjaar 1976. 
De top-10 met maximale neerslagtekorten:
| Jaar | Neerslagtekort |
| ---- | -------------- |
| 1976 | 363            |
| 1959 | 354            |
| 1911 | 328            |
| 1921 | 322            |
| 2018 | 309            |
| 1947 | 299            |
| 2019 | 297            |
| 1929 | 250            |
| 1949 | 238            |
| 1989 | 235            |
| 2003 | 230            |

## Tendens
Vanwege een beveiligingsprobleem met de MediaWiki Graph-software is het momenteel niet mogelijk deze grafiek weer te geven. Zodra de software is bijgewerkt zal de grafiek vanzelf weer zichtbaar worden. 
Het neerslagtekort in het voorjaar wordt de laatste jaren steeds groter. De trend hangt samen met een toename van de verdamping, die weer het gevolg is van meer zon en hogere temperaturen, en niet door een afnemende trend in de neerslag. De neerslag neemt de laatste jaren eerder toe dan af.
In alle scenario’s neemt de temperatuur toe, ook in het voorjaar. Die toename van de temperatuur is verantwoordelijk voor het toegenomen potentieel neerslagtekort in het voorjaar ten opzichte van de waarnemingen in het verleden, al zijn de veranderingen in het voorjaar nog vrij klein.

## Gevolgen en maatregelen
Een neerslagtekort heeft vele negatieve gevolgen, bijvoorbeeld voor de landbouw en de kwaliteit van de grond. Met name aardappel en maïs zijn gevoelig voor droogte, wat leidt tot productieverlies. Droogte kan ook leiden tot denitrificatie in de bodem waardoor het gewas minder stikstof kan opnemen. Door  aanhoudende droogte kan verzilting optreden. Zout water vanuit de Noordzee dringt door de lage waterstanden van rivieren en kanalen steeds verder op.
Om deze effecten tegen te gaan wordt in droge jaren zoet water van elders worden aangevoerd. Met name  het IJsselmeer dient als zoetwaterreservoir, waarbij tegenwoordig aan het eind van de winter een hoger waterpeil wordt nagestreefd. Bij noodzaak wordt de richting van de waterafvoer omgedraaid naar het Groene Hart en draaien de gemalen dus de andere kant op. Hoewel dit technisch mogelijk is, brengt dit hoge kosten met zich mee. De aanvoermogelijkheid van water van voldoende kwaliteit wordt echter voor de drinkwatervoorziening en voor de landbouw steeds belangrijker. De Deltacommissie adviseert om diverse redenen het peil van het IJsselmeer zelfs met maximaal 1,5 m te verhogen.
Andere effecten van een neerslagtekort zijn de beperktere doorvaartmogelijkheden voor de scheepvaart door lage waterstanden in de grote rivieren, en het toenemende risico op bos- en heidebranden steeds vroeger in het jaar door de verdroging die optreedt in natuurgebieden. Ook het risico op verlies van stabiliteit van veendijken is algemeen bekend sinds de doorbraak van de veenkade nabij Wilnis in de nacht van 25 op 26 augustus 2003 en die van een kade langs de tussenboezem langs de Rotterdamse Rotte op 31 augustus 2003.
In geval van langdurige droogte als gevolg van een neerslagtekort bespreekt in Nederland het Management Team Watertekorten (MTW) het landelijke waterbeeld en neemt besluiten over maatregelen die genomen moeten worden in verband met de verdeling van water.